# Antonio del Amo Algara
Antonio del Amo Algara (Valdelaguna, 9 de setembre de 1911 - Madrid, 19 de juny de 1991) va ser un director i guionista de cinema espanyol.

## Biografia
Els seus primers contactes amb el setè art van ser —en la dècada dels trenta— com a crític cinematogràfic en les revistes Popular Films y Nuestro Cinema. Durant la Guerra Civil Espanyola va rodar diversos documentals per al bàndol republicà.
En 1947, entra en el camp de la direcció cinematogràfica, amb dues pel·lícules produïdes per Sagitario Films S.A. sobre guions de Manuel Mur Oti: Cuatro mujeres i El huésped de las tinieblas. Altres pel·lícules destacades de la seva filmografia van ser Día tras día i Sierra maldita, per la qual va ser guardonat amb la Conquilla d'Or, al Festival de Cinema de Sant Sebastià de 1954.
Altres pel·lícules van ser les protagonitzades pel nen prodigi Joselito, les primeres incursions en la pantalla gran tant del cantant de cobla Antonio Molina a El pescador de coplas (1952), com de Raphael, a Las gemelas (1963) .
Va impartir a més classe a l'Escola Oficial de Cinema i va escriure, entre altres llibres, Historia universal del cine (1945), El cinema como lenguaje (1948) i Estética del montaje (1972).
És avi matern del director de cinema Rodrigo Sorogoyen. Va morir a conseqüència d'un accident d'automòbil en 1991.

## Filmografia (selecció)
- Cuatro mujeres (1947)
- El huésped de las tinieblas (1948)
- Alas de juventud (1949)
- Día tras día (1951)
- Puebla de las mujeres (1953)
- El pescador de coplas (1954)
- Sierra maldita (1955)
- El pequeño ruiseñor (1956)
- El sol sale todos los días (1956)
- Saeta del ruiseñor (1957)
- El ruiseñor de las cumbres (1958)
- El pequeño coronel
- Escucha mi canción
- Los dos golfillos
- Melocotón en almíbar
- Bello recuerdo
- El secreto de Tommy
- Las gemelas (1963)
- Un perro en órbita (1966)
- Madres solteras (1975)
- Hallazgo en Italica (1942)

## Premis
Medalles del Cercle d'Escriptors Cinematogràfics
| Any  | Categoria     | Labor premiada       | Resultat  |
| ---- | ------------- | -------------------- | --------- |
| 1971 | Millor llibre | Estética del montaje | Guanyador |